# Mours-Saint-Eusèbe
 Mours-Saint-Eusèbe  es una población y comuna francesa, en la región de Ródano-Alpes, departamento de Drôme, en el distrito de Valence y cantón de Romans-sur-Isère-1.

## Demografía
| 825 | 988 | 1348 | 1839 | 2027 | 2186 |
| Para los censos de 1962 a 1999 la población legal corresponde a la población sin duplicidades (Fuente: INSEE [Consultar]) |     |      |      |      |      |